# LOVE머신
LOVE머신(LOVEマシーン, Love Machine)은 1999년 9월 9일에 발매된 모닝구무스메의 일곱 번째 싱글이다.

## 개요
- 3기 멤버 (고토 마키) 첫 참가 싱글이며, 이시구로 아야 마지막 참가 싱글이다.

- 그룹 사상 처음으로 밀리언 셀러를 달성하였다.

- 다른 버전의 음원을 추가한 12cm반이 2004년 12월 15일에 발매된 모닝구무스메 EARLY SINGLE BOX에 수록되었으며, 2005년 3월 2일에는 이 작품이 싱글로 발매되었다.

## 수록곡
8cm반
1. LOVEマシーン
작사, 작곡 : 층쿠 / 편곡 : 댄스☆맨
2. 21世紀
작사, 작곡 : 층쿠 / 편곡 : 스즈키 슌스케 / 스트링 어렌지 : 무라야마 다쓰야
3. LOVEマシーン (Instrumental)

12cm반
1. LOVEマシーン
2. 21世紀
3. LOVEマシーン (Instrumental)
4. LOVEマシーン (Early Unision Version)

LP반 (1999년 10월 6일 발매)
- A면

1. LOVEマシーン
2. LOVEマシーン (Instrumental)

- B면

1. LOVEマシーン (analog remix)
2. LOVEマシーン (analog remix Instrumental)
3. 시크릿 트랙

## 참가 뮤지션
※괄호는 트랙 번호
- 댄스☆맨&THE BAND☆MAN (1)
  - HYU HYU - 드럼
  - TOCA - 베이스
  - JUMP MAN - 기타
  - BOMB - 기타
  - WATA-BOO - 키보드
  - STAGE CHAKKA MAN - 퍼커션, 비명
  - D.J.ICHIRO - 턴테이블
  - 댄스☆맨 - Yoo Yoo
- 층쿠 - 코러스 (1)

## 수상
- 1999년 12월 31일 제41회 일본레코드대상 최우수 작품상, 작곡상
- 2000년 3월 15일 제14회 일본골든디스크대상 Song of the ear

## 커버
- 2008년, ALLiSTER (앨범 Guilty Pleasures 3에 수록)
- 2009년, 애프터스쿨 (한국어 번안 《對 동경소녀 (사운드트랙)》)
- 2009년, 다케우치 리키의 쌍둥이 동생이라는 설정의 "RIKI" (앨범 전국제패에 수록, 가사를 바꾸어 커버. LOVE 머신~RIKI 버전~)
- 2010년, 히카사 요코 (7월에 방송 된 애니메이션 《세기말 오컬트 학원》 제2화 예고편에서 사용. 화면 표기는 가미요 마야 (CV 히가사 요코))

## 차트
- 밀리언 (일본 레코드 협회)
- 2000년도 JASRAC상 동상
- 주간최고순위 1위 (3주 연속, 오리콘 차트)
- 1999년 연간순위 7위 (오리콘 차트)

## 드라마화
《"청색시대" 명곡 드라마 시리즈 "모닝구무스메〈LOVE 머신〉"》은 2017년 3월 25일 22:00 - 23:00에 NHK BS 프리미엄에서 방송 된 일본의 텔레비전 드라마. 모닝구무스메의 〈LOVE 머신〉을 모티브로 1999년의 일본을 배경으로 한다.

### 캐스트
- 미츠시마 류헤이 : 와카바 타츠야
- 아이자와 치에 : 토모사카 리에
- 공원 : 야구치 마리(모닝구무스메。OG)
- 공원 : 야스다 케이(모닝구무스메。OG)
- 니시키노 코타로 : 츠루미 신고
- 사코다 : 이노와키 카이

히라야마 유스케, 야마모토 류지 외